# Телевидение на Кубе
Телевидение на Кубе входит в число средств массовой информации Республики Куба.

## История
Чёрно-белое телевещание в стране было организовано в октябре 1950 года, когда в городе Гавана начала работу первая телерадиостанция «Unión Radio TV».
После победы кубинской революции в январе 1959 года, правительством Ф. Кастро было принято решение о реформировании экономики. Реформы нового правительства вызвали резкую реакцию со стороны руководства иностранных компаний и правительства США. США прекратили сотрудничество с правительством и стремились воспрепятствовать получению Кубой помощи из других источников. Власти США ввели санкции против Кубы, а 10 октября 1960 года правительство США установило полное эмбарго на поставки Кубе любых товаров (за исключением продуктов питания и медикаментов).
В результате, развитие телекоммуникаций оказалось затруднено, однако с 1960 года началось сотрудничество Кубы с СССР и другими социалистическими странами.
24 мая 1962 года был создан Кубинский институт радио и телевидения («Instituto Cubano de Radio y Televisión»), в ведение которого передали вопросы радиовещания и телевидения. По состоянию на начало 1964 года на Кубе действовали два телеканала, сеть ретрансляционных станций охватывала всю территорию страны.
Электрификация жилья в 1960-е годы создала условия для широкого распространения электроприборов не только в крупных городах, но и в сельской местности. С начала 1970-х годов при продолжении импорта электробытовых приборов правительство Кубы активизировало усилия по освоению их выпуска в стране. 12 июля 1972 года Куба вступила в СЭВ, после чего техническое сотрудничество и товарооборот с социалистическими странами увеличились. 
В 1973 году в стране действовали 19 телестанций.
В декабре 1976 года в городе Ольгин был сдан в эксплуатацию телецентр для восточных провинций страны. Было освоено производство чёрно-белых телевизоров. В начале 1980-х годов ГДР оказала помощь Кубе в развитии производства цветных телевизоров.
В 1981 году было выпущено 77,8 тыс. чёрно-белых телевизоров и изготовлен первый цветной телевизор кубинского производства. В 1983 году в стране было выпущено 90 тыс. телевизоров, в 1984 году - 91,6 тыс. телевизоров, в 1985 году - 94,1 тыс. телевизоров, в 1986 году - 102,1 тыс. телевизоров, в 1987 году - 55,5 тыс. телевизоров. К концу апреля 1987 года 45% всех телевизоров в стране составляли телевизоры кубинского производства. 
Кроме того, кубинские телевизоры экспортировались в другие страны мира.
В ноябре 1984 года на южном склоне гор Сьерра-Маэстро начала работать первая телевизионная вышка-ретранслятор с питанием от солнечных батарей.
В 1985 году на Кубе действовали 160 радиостанций и 78 телевизионных станций. 26 июля 1986 года начал работать международный спутниковый телеканал «Cubavisión Internacional».
В декабре 1986 года в городке Сан-Антонио-де-лос-Баньос недалеко от Гаваны по инициативе Габриэля Гарсия Маркеса была открыта Международная школа кино и телевидения, которая начала подготовку специалистов для испаноязычных стран Латинской Америки (в настоящее время — «Международная школа кино, телевидения и видео», EICTV).
Распад СССР и последовавшее разрушение торгово-экономических и технических связей привело к ухудшению состояния экономики Кубы в период после 1991 года. Правительством Кубы был принят пакет антикризисных реформ, введён режим экономии.
В 1993 году на Кубе действовали два телеканала и насчитывалось 2,5 млн телевизоров.
В середине 1990-х годов положение в экономике страны стабилизировалось. В дальнейшем, активизировалось сотрудничество страны с КНР и началась постепенная замена телекоммуникационного оборудования советского и восточноевропейского производства.
В городе Гавана был открыт завод по сборке цветных телевизоров (совместное предприятие китайской компании «Haier Group» и кубинской «Grupo de la Electronica»).
В 1999 году было принято решение о создании образовательного телеканала, и 9 мая 2002 года из Гаваны начал вещание обучающий телеканал «Canal Educativo».
В 2006 году в стране действовали четыре национальных телеканала («Cubavisión», «Tele Rebelde», «Canal Educativo», «Canal Educativo 2» и «Multivisión»), а также международный телеканал «Cubavisión Internacional».
В июне 2008 года было подписано соглашение с Ираном о развитии сотрудничества в области радио и телевидения. В 2011 году в стране действовали транслировавшийся через спутник международный телеканал «Cubavisión Internacional», пять национальных телеканалов и несколько местных телеканалов.
В январе 2013 года Кубинский институт радио и телевидения сообщил, что на Кубе начнет вещание телеканал «TeleSur» (Венесуэла).
В марте 2013 года директор Института исследований и развития телекоммуникаций Глауко Гильен сообщил, что Куба намерена осуществить переход от существующего аналогового телевидения к системе цифрового телевещания по китайскому стандарту DTMB (в 2017 году начал действовать первый кубинский цифровой телеканал — «Canal Caribe»).
В феврале 2017 года был подписан меморандум о сотрудничестве между Кубинским институтом радио и телевидения и иранским каналом "HispanTV".